# Allotrissocladius amphibius
Allotrissocladius amphibius är en tvåvingeart som beskrevs av Freeman 1964. Allotrissocladius amphibius ingår i släktet Allotrissocladius och familjen fjädermyggor. Inga underarter finns listade i Catalogue of Life.